# Otto Calliebe
Otto Calliebe (* 15. Mai 1893 in Züllchow, Kreis Randow; † 28. März 1976 in Soltau) war ein deutscher Gymnasiallehrer. Während der NS-Zeit war er in Leitungsfunktionen der Nationalpolitischen Erziehungsanstalten tätig. 

## Leben
Calliebe studierte ab 1912 alte Sprachen, Archäologie und Religionswissenschaften an der Universität Marburg, der Friedrich-Wilhelms-Universität Berlin und der Universität Greifswald. Im Ersten Weltkrieg diente er zuletzt als Fliegeroffizier in der Fliegerabteilung 301 an der Palästinafront. Hier stürzte sein Flugzeug im Luftkampf ab, Calliebe wurde verwundet, er verlor einen Unterarm und geriet in britische Kriegsgefangenschaft, aus der er im April 1919 zurückkehrte. Calliebe schloss sein Studium in Greifswald ab und wurde 1923 Gymnasiallehrer am Stadtgymnasium Stettin. 
Zum 1. Mai 1933 trat Calliebe der NSDAP bei (Mitgliedsnummer 2.652.486). Ab August 1933 war er in den neugeschaffenen Nationalpolitischen Erziehungsanstalten (NPEA) tätig, zunächst an der NPEA in Köslin, dann ab 1934 an der NPEA in Potsdam, deren Leiter er 1935 wurde. 1940 wurde er zudem Vizeinspekteur der Inspektion der NPEA; als solcher war er August Heißmeyer unterstellt. Als Vizeinspekteur wurde Calliebe in staatlichen Ämtern wie auch in SS-Rängen befördert. Zuletzt war er Ministerialdirigent und SS-Oberführer (SS-Nummer 276.650).
Nach dem Zweiten Weltkrieg wurde Calliebe von der britischen Besatzungsmacht bis Oktober 1947 interniert. Durch ein Spruchgericht wurde er wegen Förderung der Ziele der SS zu einer Geldstrafe verurteilt. Im Rahmen der Entnazifizierung wurde er als „Mitläufer“ (Kategorie IV) eingestuft.
Ab 1950 unterrichtete Calliebe an der Staatlichen Oberschule Soltau, zunächst als Angestellter, ab 1954 als Beamter. 1955 wurde er in den Ruhestand versetzt, gab aber auch als Ruhestandsbeamter noch bis 1964 Unterrichtsstunden.